# Evelyn Faltis
Evelyn Faltis (Trautenau, (Bohèmia), 20 de febrer de 1887 – Viena, 9 de maig de 1937) fou una compositora bohèmia.
Va fer els seus estudis musicals a Viena, sota la direcció de Robert Fuchs, Mandyczewski, Heuberger i Reinhold, aconseguint després en el Conservatori de Dresden, on estudià composició amb Draeseke i Reuss, un premi extraordinari, per la seva Simfonia fantàstica. Va actuar alguns anys en els Festivals de Bayreuth, com a mestra concertadora.
La seva tasca comprèn, a més de la mencionada Simfonia fantàstica, un trio en re menor; un Concert per a piano i orquestra; Cançons amb acompanyament de petita orquestra; un Quartet per a instruments d'arc (Op. 15); una Fantasia i Doblefuga vers el Dies irae, per a orgue; un Adagio per a violí i piano (Op. 5); una Sonata per a violí i piano (OP. 6); diversos lieder, sis Cançons zíngares (Op. 13), i una obra coral a cappella (Op. 9).